# Плошко, Иосиф Касперович
Иосиф (Юзеф) Плошко (пол. Józef Płoszko, азерб. İosef Ploşko; 1867—1931) — польский архитектор конца XIX и начала XX веков, автор многочисленных архитектурных проектов в Баку.

## Биография
Иосиф Плошко родился в 1867 году. Учился в Российской Императорской Академии Художеств, но вскоре её оставил и поступил в Петербургский институт гражданских инженеров. После его окончания в 1895 году Плошко был отправлен в Киев. Проработав там два года, он по приглашению другого польского архитектора Иосифа Гославского переехал в Баку и занял место участкового архитектора в строительном отделении Бакинской городской управы. Позже был главным городским архитектором Баку.

### Бакинский период жизни

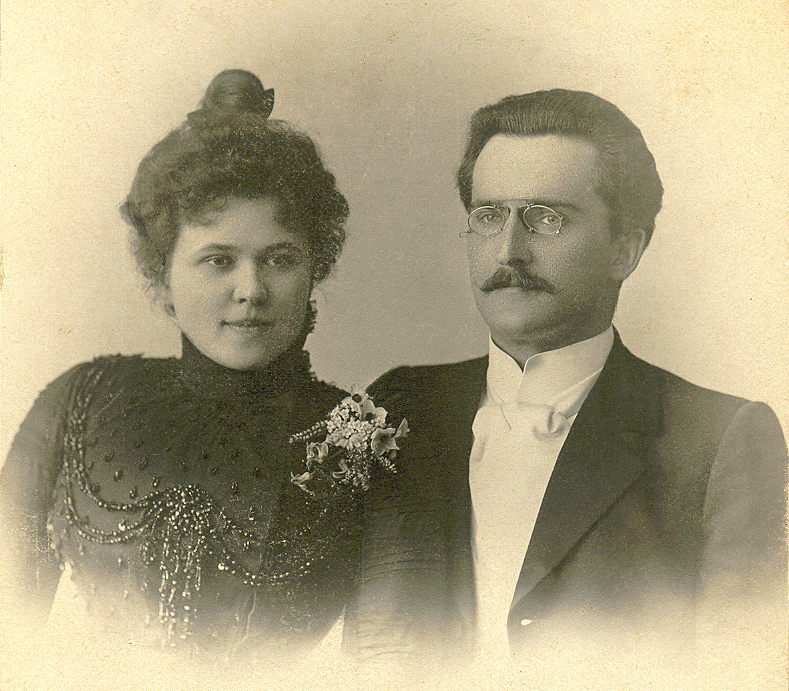
Иосиф Плошко с супругой Сабиной Владиславовной Плошко в Баку. 1903 год

Плошко был приближенным архитектором миллионера Мусы Нагиева, но среди его заказчиков были также Муртуза Мухтаров, Нури Амирасланов, семья польских богачей Рыльских и другие. В 1907 году Ага Муса Нагиев приобрёл участок в центре города на улице Николаевской (ныне улица Истиглалият) и заказал архитектору Плошко общественно-благотворительное здание — в память о рано умершем сыне. Это и была первая самостоятельная работа Плошко в Баку — монументального характера «Исмаиллийе», созданная по образцу Дворца дожей в Венеции. Она сразу выдвинула его в первые ряды в архитектурной среде города. Сегодня в здании «Исмаиллийе» находится президиум Национальной академии наук Азербайджана.

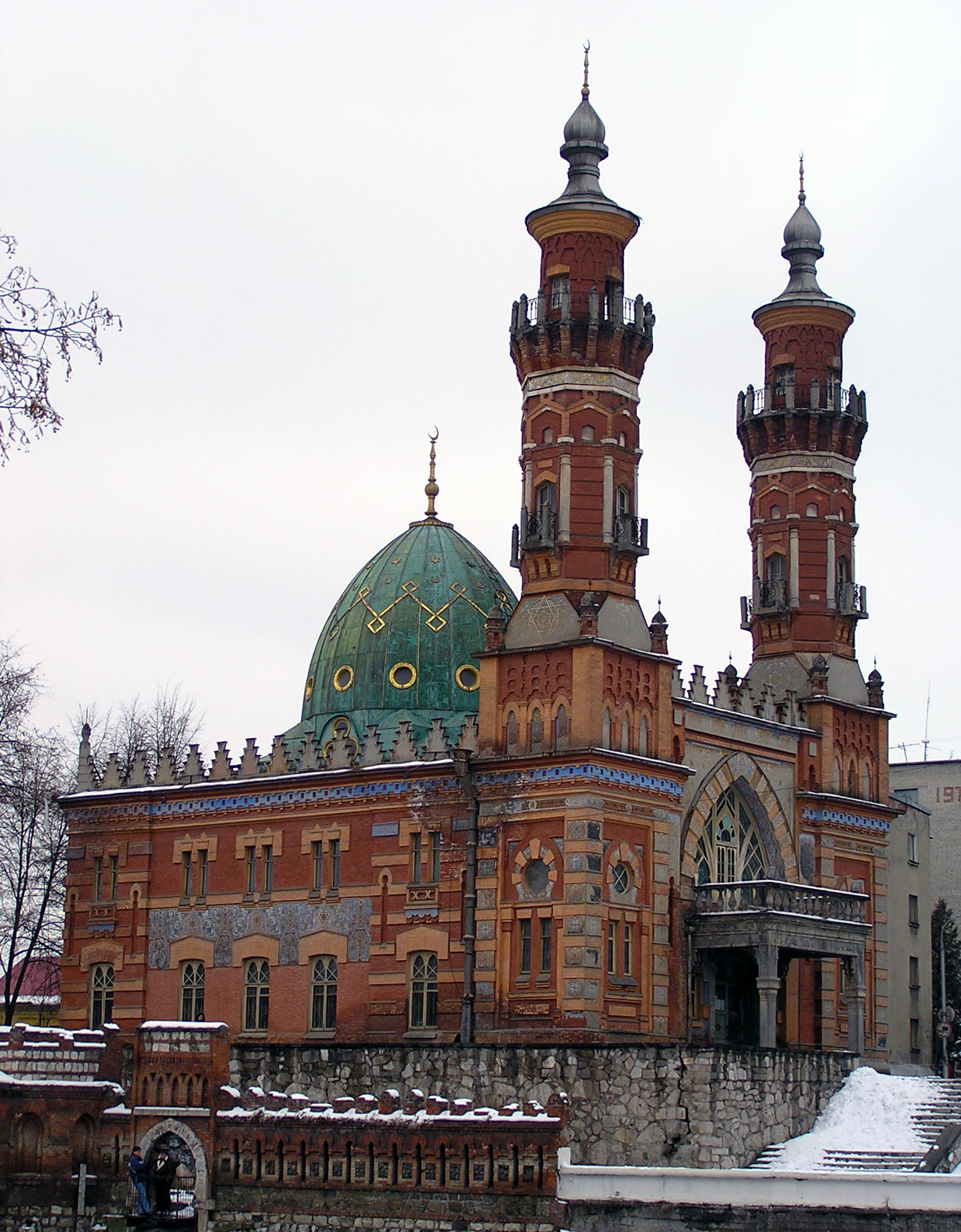
Мечеть Мухтарова во Владикавказе

После этого Плошко руководит строительством двух частных домов для Мусы Нагиева в центре Баку — жилые дома на ул. Телефонной (ныне улица 28 Мая) и на ул. Торговой (ныне улица Низами). Второй свой значительный заказ архитектор получил от другого известного миллионера — Муртузы Мухтарова — на постройку мечети во Владикавказе. Плошко основательно ознакомился с архитектурой ислама на памятниках культового зодчества в Баку. Храм, завершённый в 1908 году и названный «Мухтаровской мечетью», был построен на берегу Терека и является красивейшей постройкой Владикавказа.
За этой мечетью последовали другие культовые работы. Плошко восстанавливает Джума-мечеть в городе Шемахе и проектирует католический «польский костёл» в Баку. Строительство мечети довести до конца не удалось из-за отсутствия больших материальных средств, но общий объём сооружения без фланкирующих минаретов и центрального купола (металлический каркас куполов был заказан в Варшаве) — был закончен. В 1918 году во время гражданской войны мечеть значительно пострадала.
В 1909 году Плошко разрабатывает проект католического костёла Пресвятой Девы Марии в Баку, строительство которого было завершено в 1912 году. Костёл был построен на средства, пожертвованные семьёй польских промышленников Рыльских и Витольдом Згленицким, основоположником добычи нефти на Каспии. Костёл построен в готическом стиле, с использованием элементов польской готики, которая, в отличие от французской или английской, не имела особой пышности и богатства декоративных форм. Здание находилось в престижном районе Баку — на пересечении улиц Меркурьевской и Каспийской (ныне пр. Азербайджана и Бейбутова). Костёл был снесён в 30-е годы XX века.

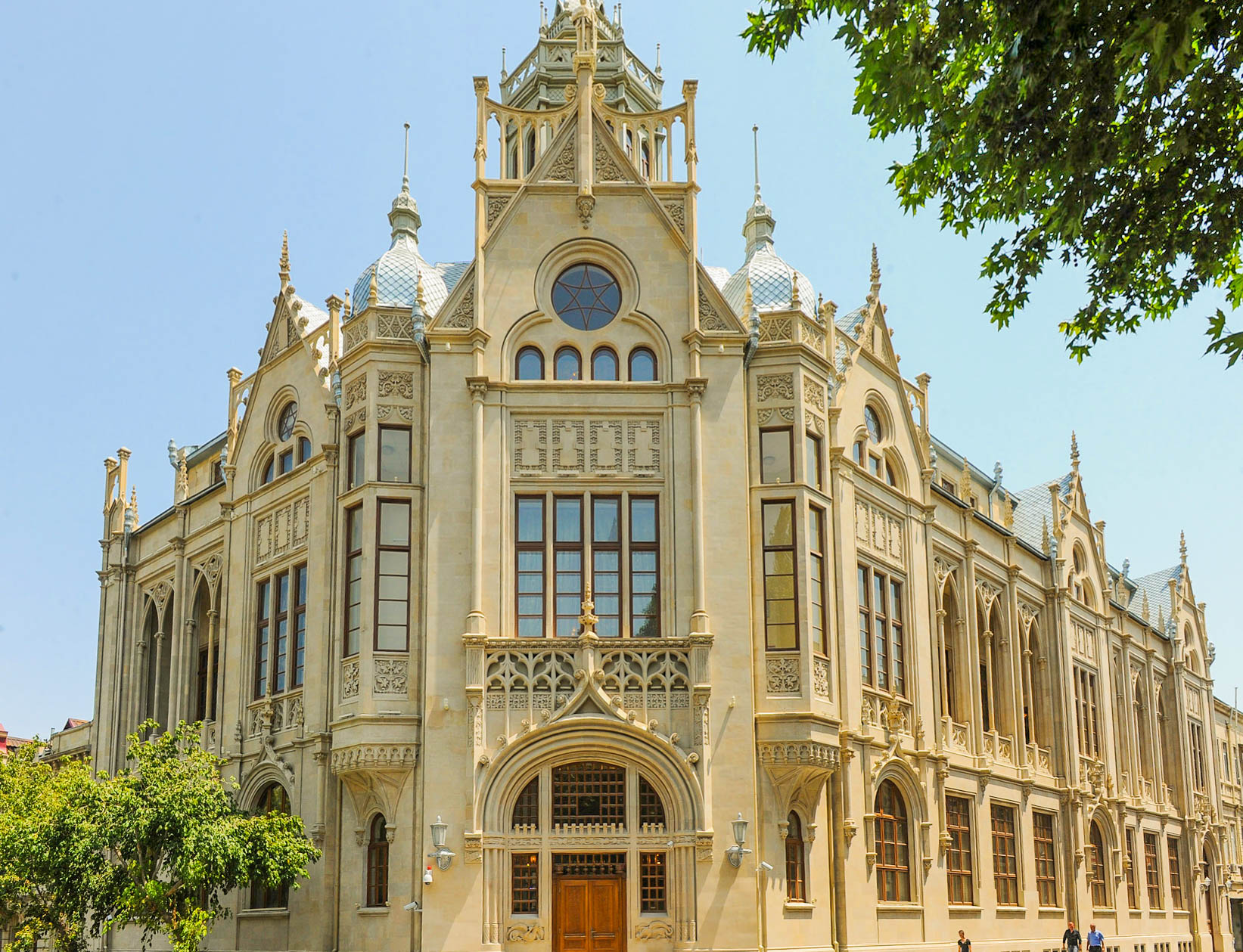
Дворец Мухтарова в центре Баку

В 1910 году по проекту Плошко в Баку в стиле итальянского ренессанса был построен доходный дом, принадлежавший промышленнику Муртуза Мухтарову. Следующей работой Плошко было возведение по заказу Мухтарова «Дворца Мухтарова» в центре Баку. Здание дворца на улице Персидской (ныне ул. Мухтарова) предстаёт перед зрителем в виде центральной угловой башенной части, с фасадами, детали которых филигранно выполнены в духе французской готики и с пышно украшенным порталом. Башенная часть завершается большой фигурой польского рыцаря. В настоящее время в здании дворца, считающемся одной из лучших построек того времени, располагается Дворец бракосочетаний.
Особняк Кербалаи Исрафила Гаджиева на ул. Шемахинской (ныне улица Джаббарлы) построен Плошко в 1910—1912 годах. Общая композиция очень динамична и обладает чертами, присущими яркому модерну. После постройки многочисленных жилых зданий в готике и модерне Плошко обратился к местной архитектурной тематике. По заказу братьев Рыльских было построено четырёхэтажное здание в Баку в местных национальных традициях — дом на ул. Полицейской (ныне Мамедалиева). Классически симметричная вертикальная композиция фасада с мягкими архитектурными формами, изящными линиями наличников, сталактитового карниза с мерлонами открывает новую страницу использования национального наследия. В 1919 году в этом здании помещалось первое польское дипломатическое представительство в Азербайджанской Демократической Республике во главе со Стефаном Рыльским. На этой улице в 1900 году Плошко построил также дом со скульптурами атлантов.
Последней работой Юзефа Плошко до Первой мировой войны было семиэтажное здание отеля «Новая Европа», выполненное по заказу Ага Муссы Нагиева на ул. Горчаковской (ныне улица Тагиева). Отель был оборудован на самом современном уровне того времени — четыре лифта, санитарно-технические приборы, паровое отопление, скрытая электропроводка. В качестве несущих конструкций был широко использован железобетон. Как и во всех предыдущих проектах Плошко, фасад здания был облицован местным известняковым камнем аглай. Здание отеля построено в стиле конструктивизма.

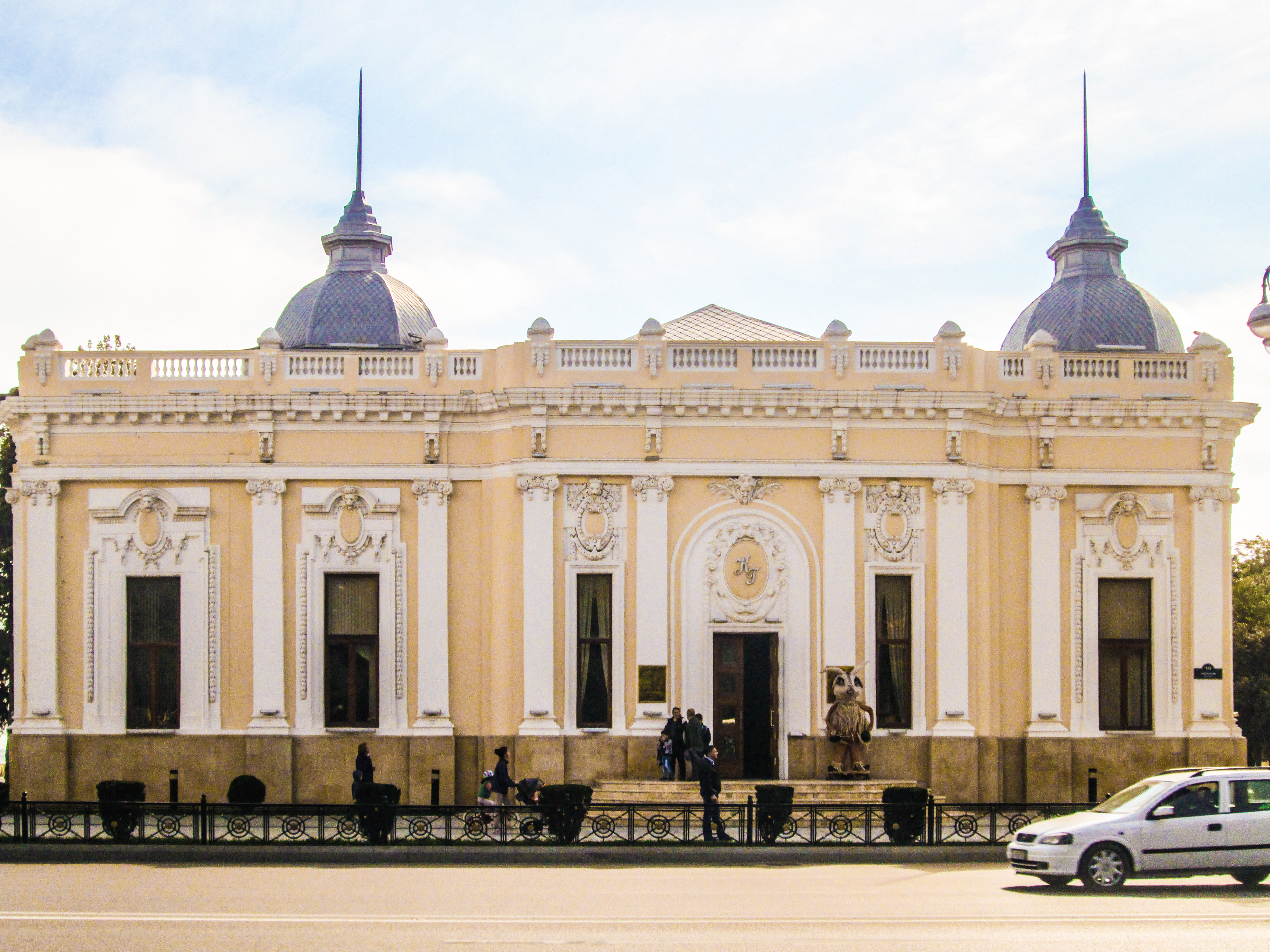
Здание Кукольного театра, построенное в 1908 году
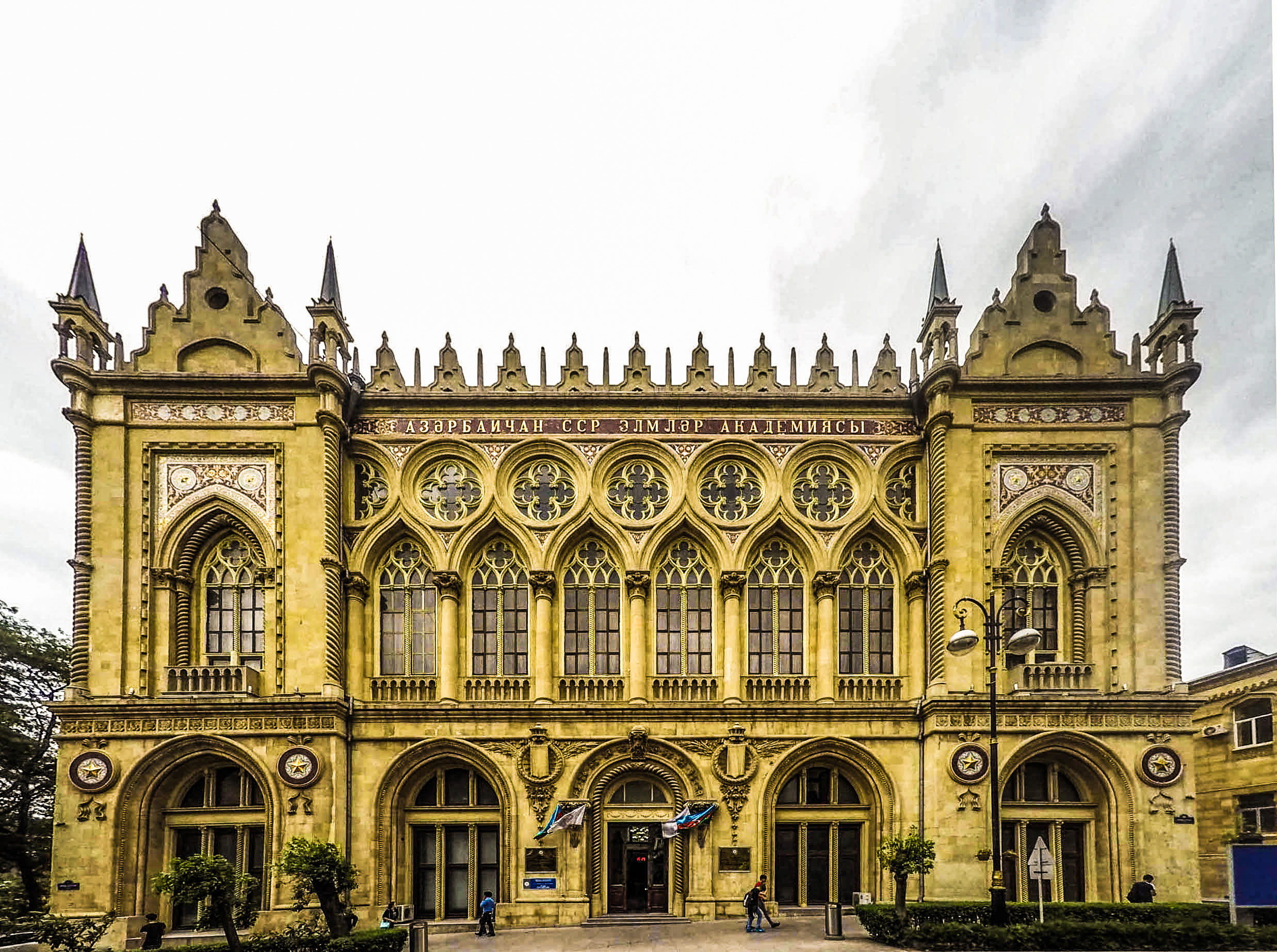
Здание Исмаилия, построенное в 1913 году
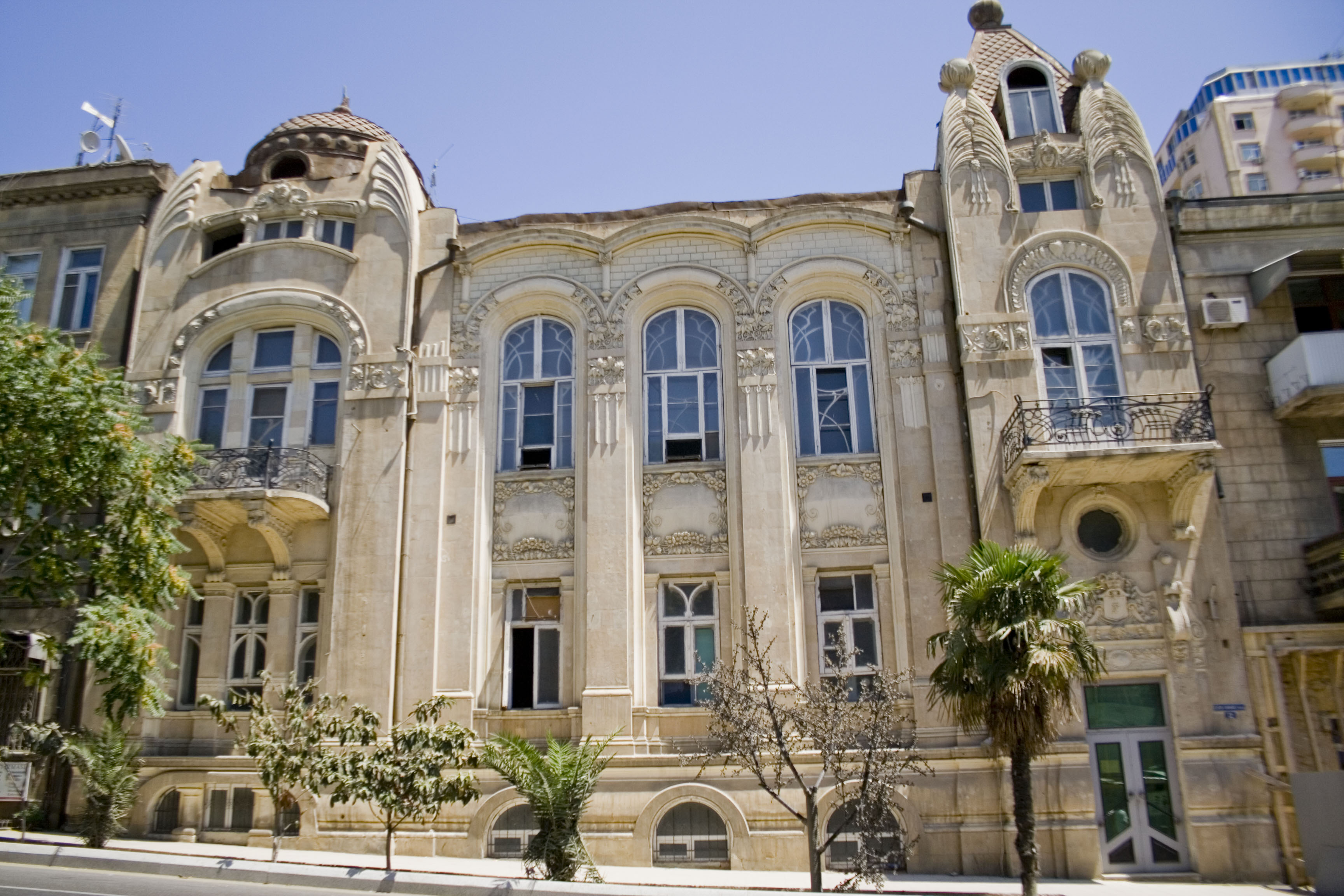
Здание на улице Джафара Джаббарлы
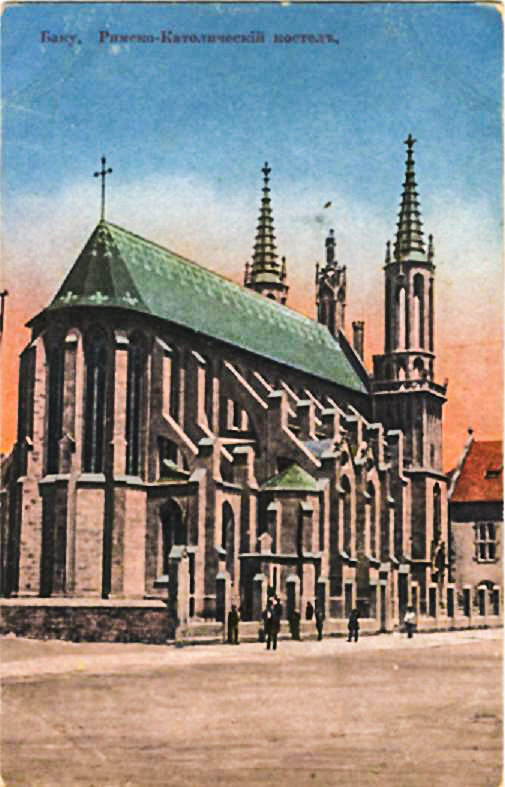
Здание храма Пресвятой Девы Марии, построенное в 1912 году
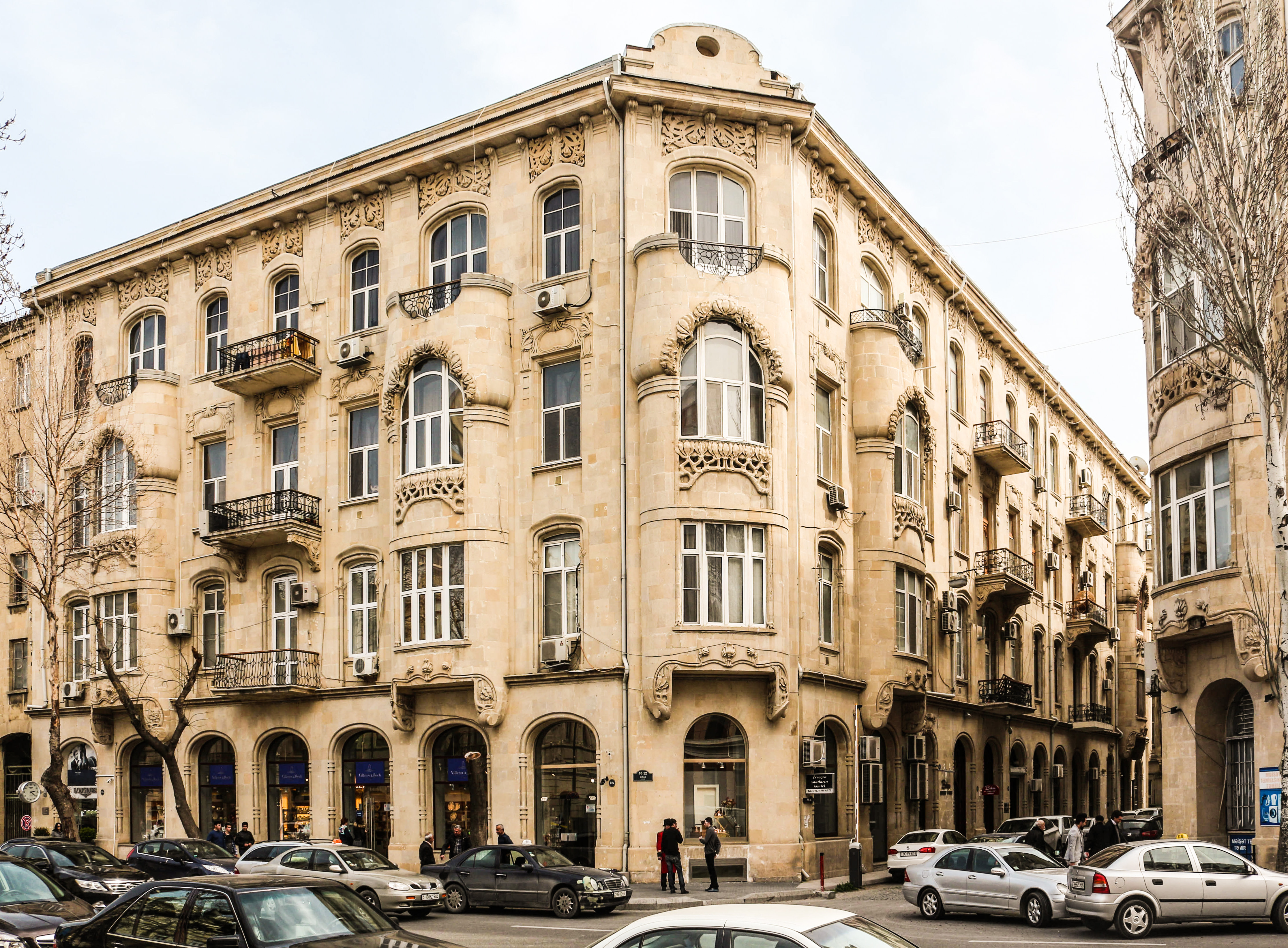
«Нагиевский» дом на улице Низами
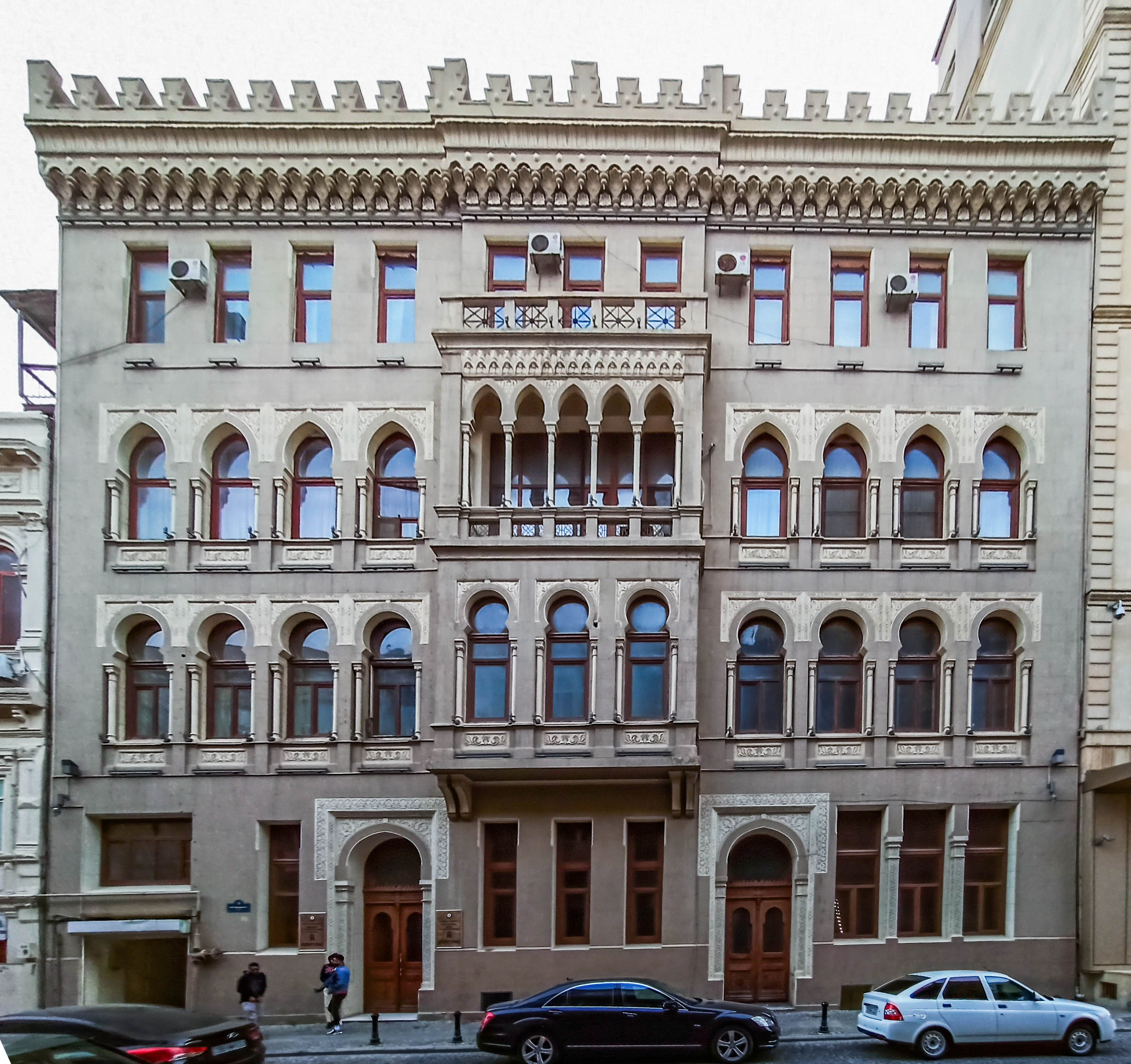
Дом братьев Рыльских на улице Юсифа Мамедалиева, построенное в 1912 году
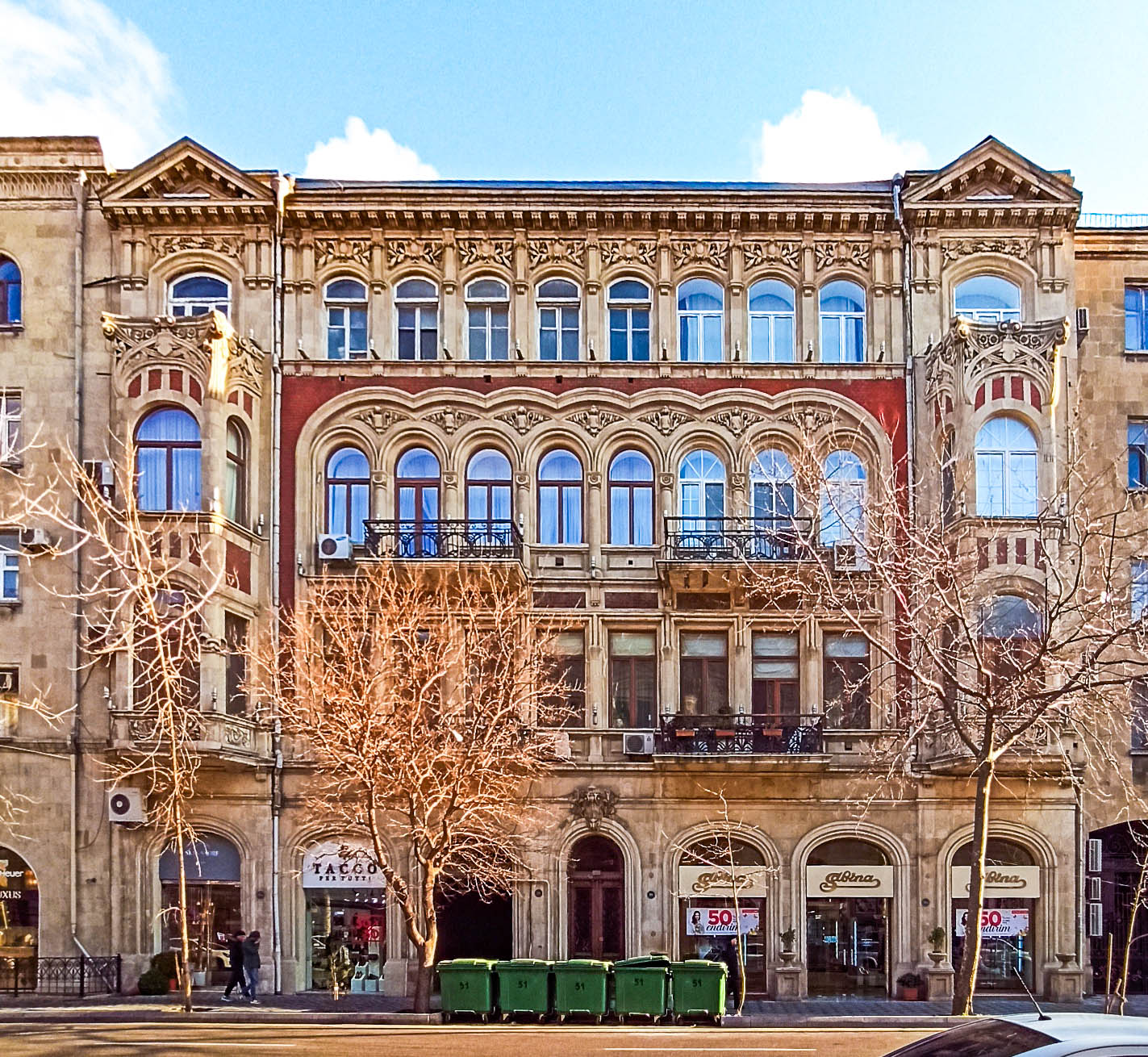
Здание на улице 28 Мая, построенное в 1908-1910 годах
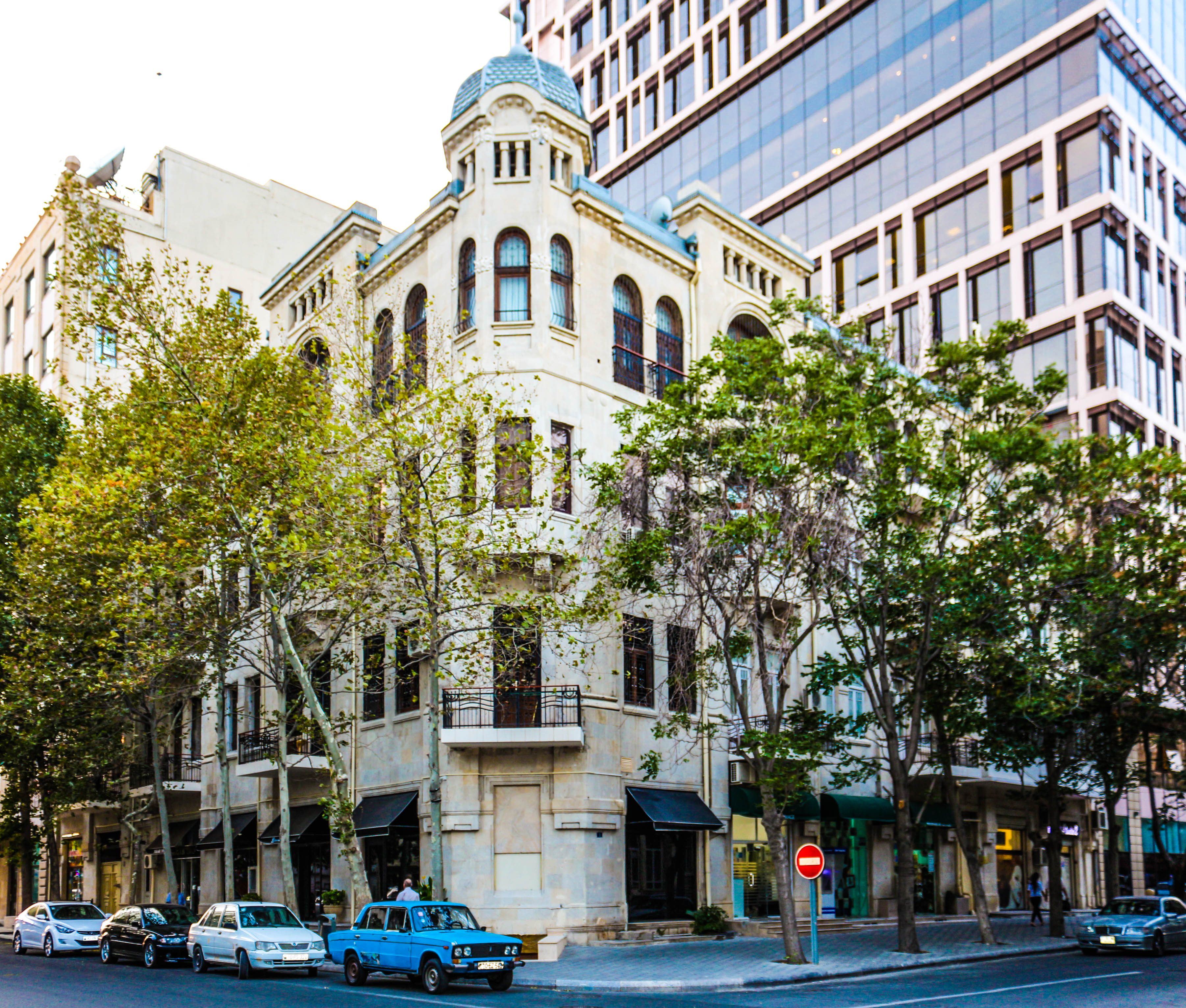
Здание на улице Хагани , построенное в 1912 году
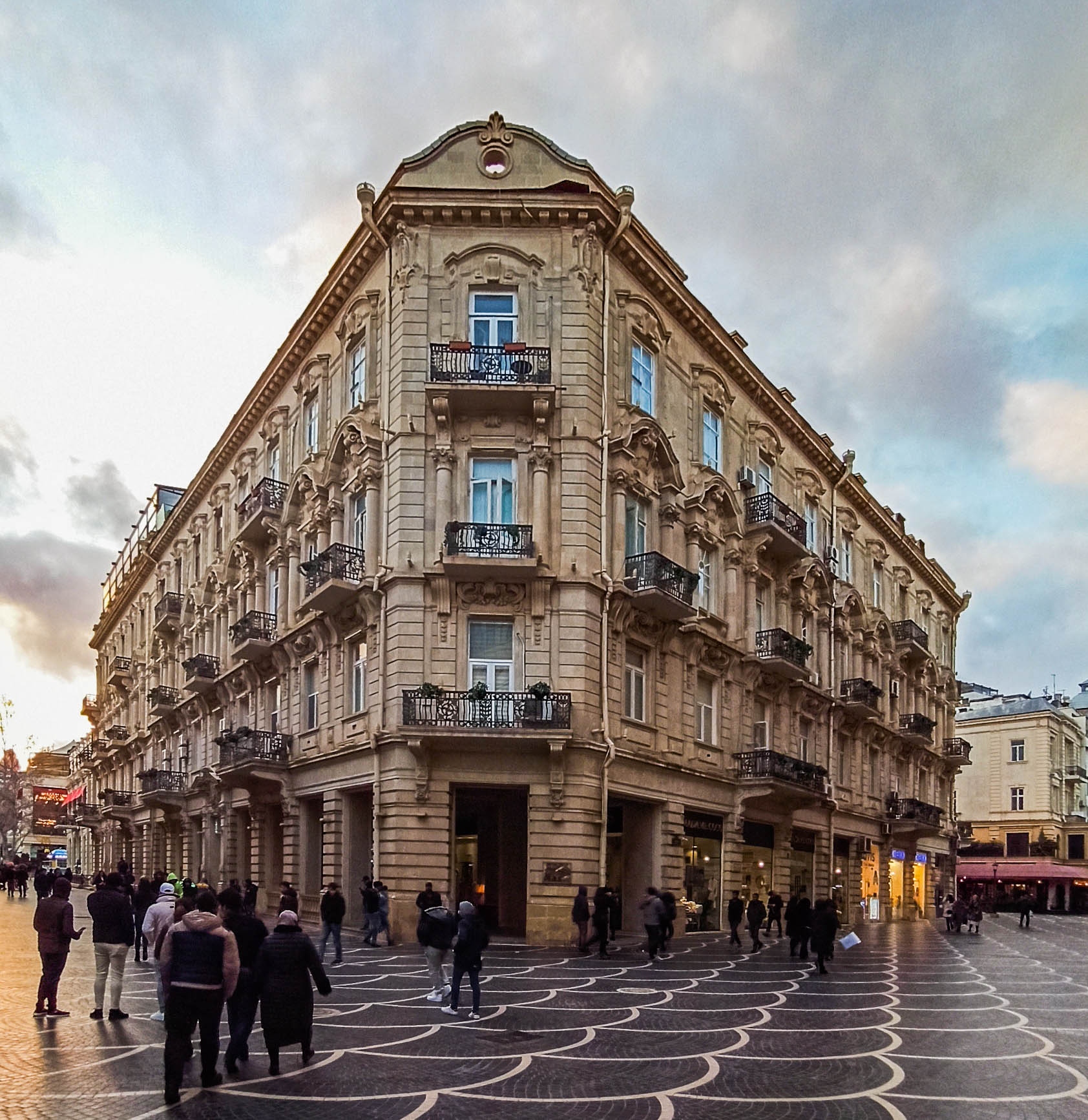
Здание на улице Нигяр Рафибейли, построенное в 1909-1910 годах

### После революции
После Октябрьской революции Плошко остался в Баку, работал инженером и вместе с другим известным архитектором своего времени, Зивер-беком Ахмедбековым, участвовал в обсуждении проекта городов-агломератов Баку на Апшеронском полуострове. 
В 1925 году, после почти тридцати лет, прожитых в Закавказье, он уехал в Варшаву, а затем во Францию.

## Память
В 2019 году на одном из зданий на улице Польских архитекторов в Баку была установлена мемориальная доска, в посвящённая Плошко и другим архитекторам польского происхождения.